# Anomoderus coquerelii
Anomoderus coquerelii is een keversoort uit de familie van de boktorren (Cerambycidae). De wetenschappelijke naam van de soort werd in 1871 gepubliceerd door Léon Marc Herminie Fairmaire.